# Ramienica omszona
Ramienica omszona (Chara tomentosa) – gatunek ramienicy, jeden z pierwszych opisanych przez Linneusza, przez co stał się gatunkiem typowym (jako lektotyp) rodzaju Chara. W polskiej literaturze naukowej utrwalona jest nazwa „ramienica omszona”, mimo że początkowo, tj. u Jana Kluka używano nazwy „ramienica kosmata”.

## Morfologia
Pokrój

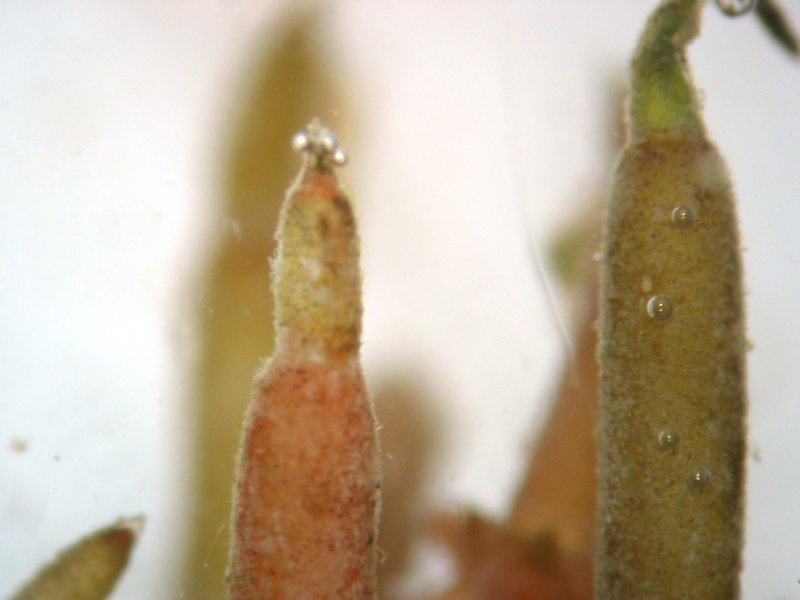
Końcowe człony nibyliści

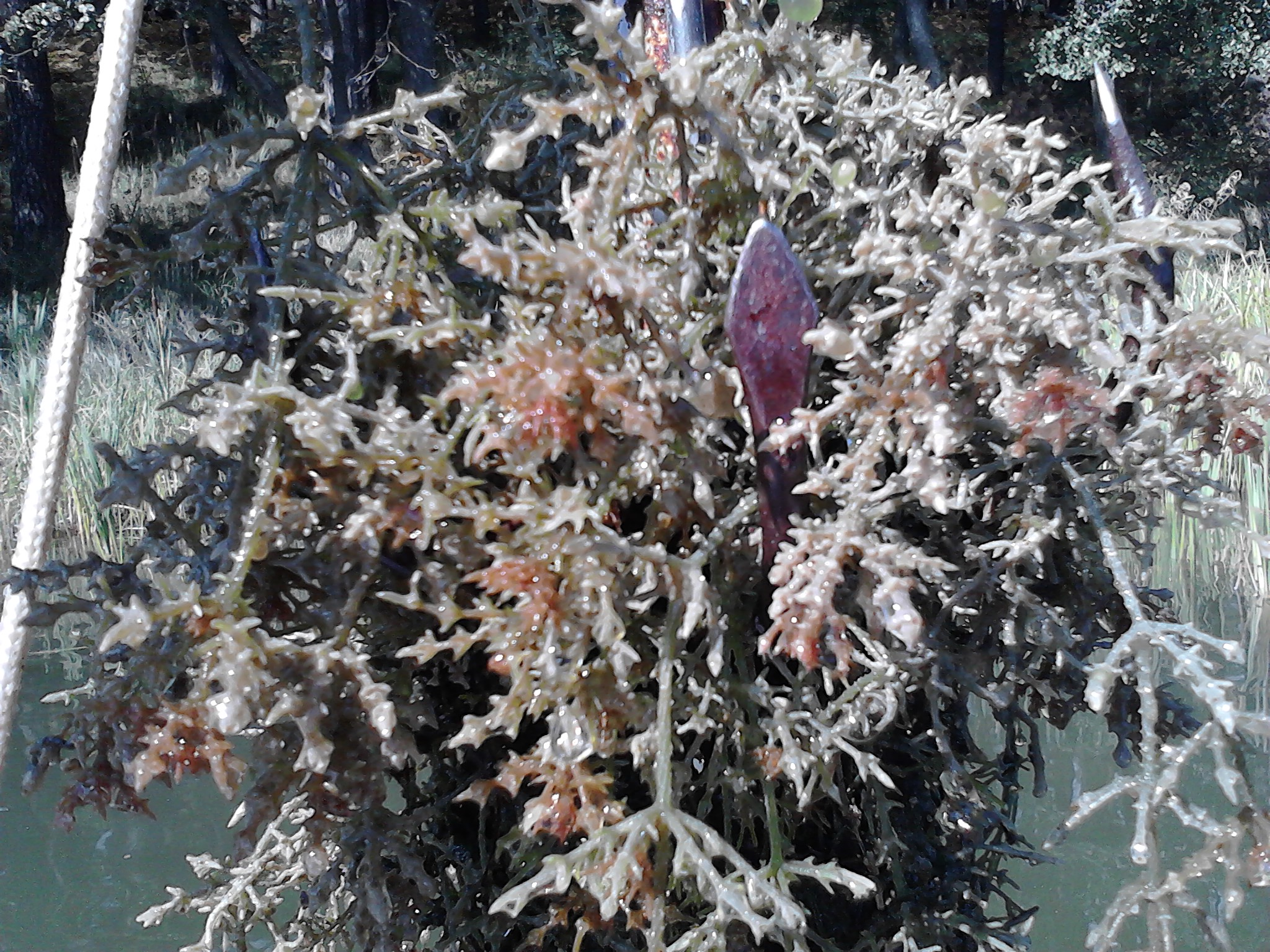
Ramienica omszona po wyciągnięciu z wody na kotwicy

Stosunkowo duży makroglon (zwykle do 1 m długości, ale zwykle 10–60 cm) o silnie rozgałęzionej plesze. Gruba (1,5-3 mm średnicy), skręcona nibyłodyga z długimi (do kilkunastu cm) międzywęźlami. Plecha od zielonej do czerwonawej (zwłaszcza młodsze fragmenty), zwykle silnie inkrustowana węglanem wapnia, przez co krucha. Roślina dwupienna. 
Okorowanie
Dwurzędowe, ale zmienne i dość często trzyrzędowe. Rzędy główne silniej wykształcone niż boczne.
Nibyliście
Długie (do 8 cm), grube (1,3 mm średnicy). Zagięte do wewnątrz, tworząc w przypadku płodnych nibyliści czerwonawe główki. 6–8 (najczęściej 6) w okółku. 4–5 członów, z czego ostatni nieokorowany, zbudowany z dwóch lub trzech komórek i zwykle bardzo wyraźny (gruby, maczugowaty). 
Nibylistki
Zwykle wyraźne. Jaśniejsze od nibyliści. Wewnętrzne przeważnie grube, krótko zakończone, widoczne gołym okiem, podczas gdy na zewnątrz nieco słabiej wykształcone (do brodawkowatych). Na liściach płonnych nieco krótsze i cieńsze niż na płodnych.
Kolce
Zmienne. Grube i ostro zakończone, czasem brodawkowate. Pojedyncze lub po 2 (ewentualnie 3) w pęczkach. W dolnych międzywęźlach słabiej wykształcone i rzadziej rozmieszczone.
Przylistki
Zmienne. W dwurzędowych, czasem trzyrzędowych, okółkach. Rozdęte u nasady i ostro zakończone. Przylistki górnego okółka zwykle dłuższe niż dolnego.
Plemnie
Pojedyncze, rzadko w parach. W węzłach nibyliści. Intensywnie pomarańczowe, niewiele mniejsze od lęgni (1–1,5 mm średnicy), dzięki czemu widoczne gołym okiem.
Lęgnie
Duże (1,2 mm długości). Pojedyncze, rzadko w parach. Rzadsze niż plemnie. W węzłach nibyliści. Jasnobrązowe. Koronka wyraźnie rozchylona. Oospory brązowe.
Zmienność
Roślina bardzo zmienna w zależności od warunków ekologicznych. W wodach płytkich, przybrzeżnych, zwykle mniejsze i delikatniejsze formy (do kilkunastu cm), często o nietypowych dla gatunku cechach. Kolor plechy takich form zwykle zielonoróżowy do czerwonego. Na głębszych stanowiskach formy silnie wydłużone, zielone. Tam też rzadziej spotykane są osobniki płodne. Ekotyp słonawowodny występuje w zakresie 4,5–7,5 PSU.  
Podobne gatunki
Ramienica zwyczajna, ramienica przeciwstawna, ramienica kolczasta

## Biologia
Roślina wieloletnia. Rozmnażanie płciowe jest stosunkowo mało wydajne.

## Ekologia

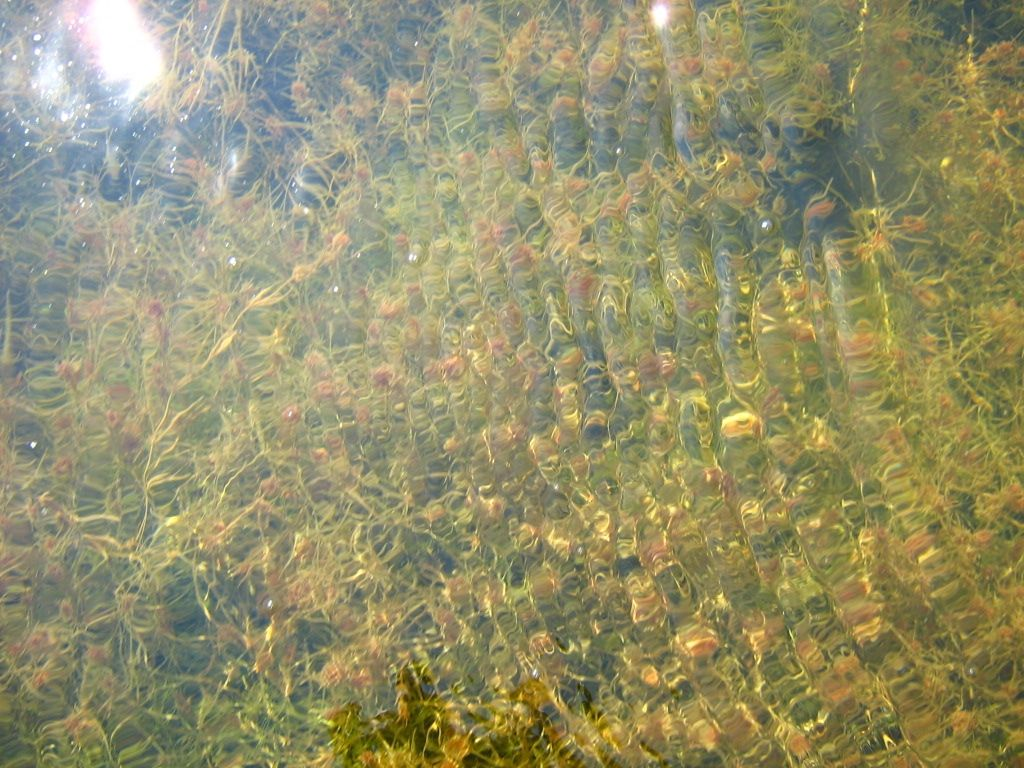
Łąka ramienicowa budowana w dużej mierze przez ramienicę omszoną

Gatunek słodkowodny ze słonawowodnym ekotypem. Nie występuje w wodach szybko płynących. Występuje głównie w jeziorach mezotroficznych i słabo lub umiarkowanie eutroficznych. Także w mniejszych zbiornikach, jak i w rowach, ale tam rzadziej. Często w wodach płytkich litoralu, ale sięga 7 m głębokości, preferując podłoże organiczno-węglanowe (gytia), choć rośnie też na podłożu mineralnym lub organicznym niewapiennym. Często tworzy zespół roślinny Charetum tomentosae w postaci zwartej, czerwonawej łąki ramienicowej. W takich warunkach ma istotny udział w tworzeniu osadów. Zbiorowisko to występuje w szerokim zakresie warunków siedliskowych, jednak zwykle w wodzie o odczynie zasadowym. Może występować na podłożu piaszczystym o głębokości kilku centymetrów przy samym brzegu lub szuwarze, ale łąki o większym pokryciu są częstsze na podłożu organicznym, w pasie nymfeidów.
Występowanie
Występuje w większej części Europy, łącznie z Bałtykiem, sięgając Kazachstanu i Afryki Północnej. W Polsce spotykana w całym kraju, jeden z najczęstszych przedstawicieli rodziny. Zwarte zbiorowiska częściej występują w pasie pojezierzy.

## Zagrożenia i ochrona
Według Czerwonej listy roślin i grzybów Polski jest gatunkiem rzadkim. Podlega w Polsce ochronie gatunkowej. Obecność jej zbiorowiska w zbiorniku jest podstawą do objęcia go ochroną jako siedlisko przyrodnicze 3140 (twardowodne oligo– i mezotroficzne zbiorniki z podwodnymi łąkami ramienic Charetea) w systemie Natura 2000.